# Stanisław Szymecki
Stanisław Szymecki (Katowice, 26 januari 1924 – Białystok, 26 september 2023) was een Pools rooms-katholiek geestelijke. Hij was bisschop van Kielce van 1981 tot 1993 toen hij door paus Benedictus XVI tot aartsbisschop van Białystok werd benoemd. In 2000 ging hij met emeritaat om redenen van gevorderde leeftijd. 

## Kerkelijke carrière
Szymecki werd op 3 juli 1947 tot priester gewijd in de kapel van het seminarie in Parijs door de aartsbisschop van Rheims, Emmanuel Celestin kardinaal Suhard. Aan deze plechtigheid nam ook de pauselijke nuntius in Frankrijk, Angelo Roncalli deel. In 1948 keerde hij terug naar Polen, waarna hij in 1961 wederom naar Frankrijk verhuisde, en aldaar zijn doctoraat in de fundamentele theologie behaalde aan het Institut Catholique de Paris. Vervolgens was hij van 1968 tot 1978 rector van het Silezische diocezane seminarie, dat toen in Krakau gevestigd was.
Op 27 maart 1981 werd hij aangesteld als bisschop van Drohiczyn. Zijn bisschopswijding volgde op 12 april datzelfde jaar door paus Johannes Paulus II, met de hulpbisschop van Gniezno, Szczepan Wesoly, en de hulpbisschop van Kielce, Jan Gurda, als co-consecrators. 
Op 15 maart 1993 werd hij door paus Benedictus XVI benoemd tot aartsbisschop van Białystok. Op 16 november 2000 ging hij met emeritaat, na het indienen van zijn aftreden bij het bereiken van de pensioenleeftijd van 75 jaar. 
Szymecki is grootofficier in de Orde van het Heilig Graf.
Szymecki overleed op 99-jarige leeftijd.